# Amy Morton
Amy Morton (Oak Park, 3 aprile 1959) è un'attrice statunitense.

## Biografia
Nata in Illinois, esordisce come attrice nel 1983 nel film TV Attraverso occhi nudi. È stata nominata due volte ai Tony Award.
Tra il 2011 e il 2012 è nel cast di Boss col ruolo di Catherine Walsh.
Fra il 2013 e il 2014 ottiene il ruolo di Amanda Harris in Blue Bloods.
È nel cast ricorrente di Chicago Fire dove ottiene il ruolo del sergente Trudy Platt, ruolo che interpreta come uno dei principali nel suo spin-off Chicago P.D.

## Filmografia

### Cinema
- Linea diretta - Un'occasione unica, regia di Barnet Kellman (1992)
- Un giorno di ordinaria follia (Falling Down), regia di Joel Schumacher (1993)
- La recluta dell'anno (Rookie of the Year), regia di Daniel Stern (1993)
- 8mm - Delitto a luci rosse (8mm), regia di Joel Schumacher (1999)
- Gli ostacoli del cuore (The Greatest), regia di Shana Feste (2009)
- Tra le nuvole (Up in the Air), regia di Jason Reitman (2009)
- Il dilemma (The Dilemma), regia di Ron Howard (2011)
- Bluebird, regia di Lance Edmands (2013)
- It Ends With Us - Siamo noi a dire basta (It Ends With Us), regia di Justin Baldoni (2024)

### Televisione
- Attraverso occhi nudi – film TV (1983)
- Crime Story – serie TV, 1 episodio (1986-1987)
- Un giustiziere a New York (The Equalizer) – serie TV, 1 episodio (1988-1989)
- American Playhouse – serie TV, 1 (1992)
- Angel Street – film TV (1992)
- Kiss of a Killer – film TV (1993)
- E.R. - Medici in prima linea (ER) – serie TV, 1 episodio (2009)
- Matadors – film TV (2010)
- Private Practice – serie TV (2011)
- Boss – serie TV, 1 episodio (2011-2012)
- Homeland - Caccia alla spia (Homeland) – serie TV,  1 episodio (2013)
- Girls – serie TV (2014)
- Blue Bloods – serie TV (2013-2014)
- Chicago P.D. – serie TV (2014-in corso)
- Chicago Fire – serie TV (2014-in corso)
- Chicago Justice – serie TV, episodio 1x02 (2017)
- Chicago Med – serie TV, 1 episodio (2017)
- The Bear - serie TV, 1 episodio (2022)

## Doppiatrici italiane
Nelle versioni in italiano delle opere in cui ha recitato, Amy Morton è stata doppiata da:
- Chiara Salerno in Ida Red, The Bear
- Alessandra Korompay in Private Practice
- Antonella Giannini in Homeland - Caccia alla spia
- Paola Giannetti in Chicago P.D.
- Ludovica Modugno in Blue Bloods
- Franca D'Amato in It Ends With Us - Siamo noi a dire basta